# Oravice (Tvrdošín)
Oravice (polsky Orawice) jsou osada na Slovensku v Tiché dolině a významné středisko turistiky v oravské části Západních Tater. Ze správního hlediska je částí obce Tvrdošín v tvrdošínském okrese Žilinského kraje.

## Poloha
Osada se nachází na rozhraní Západních Tater a Skorušinských vrchů na řece Oravici.

## Turistika
První chata - útulna pod Krupovou, zde byla postavena až v roce 1931, ale první zmínky o pastýřské osadě Bystrá jsou už z roku 1643. Dnes je osada oblíbeným východiskem horských túr, ale známá je především termálním areálem Meander Park a lyžařským střediskem Meander Skipark. Oravice tak poskytují možnost ubytování v hotelech a chatách a ideální podmínky pro letní i zimní dovolenou.

### Turistické trasy
- po červené značce na Skorušinu
- po červené značce do Juráňovy doliny
- po žluté značce na Maguru
- po modré značce na Volovec
- po zelené značce do Zuberce

### Chodníky pro imobilní
Z Oravic vede dvojice turistických stezek vhodných pro imobilní, ale i pro rodiny s dětmi v kočárku. Mají asfaltový povrch a jsou přístupné po většinu roku.
- První trasa: červeně značený bezbariérový turistický chodník, vhodný pro lidi se sníženou pohyblivostí a imobilní vede k myslivně v Tiché dolině. Má délku 3,4 km, jeho povrch je asfaltový, ale i tak se vozíčkářům doporučuje doprovod.
- Druhá trasa: modře značený bezbariérový turistický chodník vede Bobroveckou dolinou do lokality pod Grúnikem. Má délku 3,2 km, jeho povrch je asfaltový, ale i zde se vozíčkářům doporučuje doprovod.

## Přístup
- Po silnici z Vitanové nebo Zuberce